# تحلیل‌گر امنیتی پایه مایکروسافت
تحلیل‌گر امنیتی پایه مایکروسافت یا به اختصار ام‌بی‌اس‌ای (MBSA) (به انگلیسی: Microsoft Baseline Security Analyzer) نرم‌افزاری است که مایکروسافت برای تعیین وضعیت امنیتی سیستم از طریق ارزیابی به‌روزرسانی‌های امنیتی نصب نشده و تنظیمات امنیتی کمتر امن (less-secure)در سیستم‌عامل ویندوز ارائه کرده‌است. این تنظیمات امنیتی شامل تنظیمات مؤلفه‌های ویندوز مانند اینترنت اکسپلورر، سرویس اطلاعاتی اینترنت (IIS) در وب سرورها، اس‌کیوال سرور مایکروسافت و مایکروسافت آفیس می‌شود. وضعیت به‌روزرسانی‌های امنیتی به وسیلهٔ آخرین نسخه ام‌بی‌اس‌ای و با استفاده از عامل به‌روزرسان ویندوز که از سرویس پک ۳ ویندوز ۲۰۰۰ در رایانه‌های مبتنی بر سیستم‌عامل ویندوز موجود است انجام می‌گیرد. تنظیمات کمتر امن که اغلب از آن به عنوان ارزیابی آسیب‌پذیری (Vulnerability Assessment ) نیز نامبرده می‌شود، بر پایه یک مجموعه از بررسی‌های سخت رمزی (hard-coded) محضرخانه ویندوز و فایل‌ها ارزیابی می‌شود.